# Novica Eraković
Novica Eraković (in serbo Новица Ераковић?; Nikšić, 12 novembre 1999) è un calciatore montenegrino, centrocampista dell'Omonia e della nazionale montenegrina.

## Carriera

### Club
Ha giocato nella prima divisione montenegrina ed in quella cipriota.

### Nazionale
Ha giocato nelle nazionali giovanili montenegrine Under-19 ed Under-21.
Esordisce con la nazionale maggiore montenegrina il 24 marzo 2022 contro l'Armenia in amichevole, subentrando al 63' al posto di Marko Janković.

## Statistiche

### Presenze e reti nei club
Statistiche aggiornate al 1º settembre 2024.
| Stagione        | Squadra         | Campionato      | Campionato | Campionato | Coppe nazionali | Coppe nazionali | Coppe nazionali | Coppe continentali | Coppe continentali | Coppe continentali | Altre coppe | Altre coppe | Altre coppe | Totale | Totale |
| Stagione        | Squadra         | Comp            | Pres       | Reti       | Comp            | Pres            | Reti            | Comp               | Pres               | Reti               | Comp        | Pres        | Reti        | Pres   | Reti   |
| --------------- | --------------- | --------------- | ---------- | ---------- | --------------- | --------------- | --------------- | ------------------ | ------------------ | ------------------ | ----------- | ----------- | ----------- | ------ | ------ |
| 2018-2019       | Lovćen          | PL              | 30+2       | 0          | CM              | 5               | 1               | -                  | -                  | -                  | -           | -           | -           | 37     | 1      |
| 2019-2020       | Sutjeska        | PL              | 20         | 1          | CM              | 2               | 0               | UCL+UEL            | 3+2                | 0                  | -           | -           | -           | 27     | 1      |
| 2020-2021       | Sutjeska        | PL              | 27         | 0          | CM              | 1               | 0               | UEL                | 0                  | 0                  | -           | -           | -           | 28     | 0      |
| 2021-2022       | Sutjeska        | PL              | 28         | 3          | CM              | 3               | 1               | UECL               | 4                  | 0                  | -           | -           | -           | 35     | 4      |
| 2022-2023       | Sutjeska        | PL              | 33         | 5          | CM              | 5               | 0               | UCL+UECL           | 2+2                | 0                  | -           | -           | -           | 42     | 5      |
| Totale Sutjeska | Totale Sutjeska | Totale Sutjeska | 108        | 9          |                 | 11              | 1               |                    | 13                 | 0                  |             | -           | -           | 132    | 10     |
| 2023-2024       | Omonia          | A               | 0          | 0          | CC              | 0               | 0               | UECL               | 0                  | 0                  | SC          | 0           | 0           | 0      | 0      |
| 2024-2025       | Omonia          | A               | 2          | 0          | CC              | 0               | 0               | UECL               | 6                  | 0                  | -           | -           | -           | 8      | 0      |
| Totale Omonia   | Totale Omonia   | Totale Omonia   | 2          | 0          |                 | 0               | 0               |                    | 6                  | 0                  |             | 0           | 0           | 8      | 0      |
| Totale carriera | Totale carriera | Totale carriera | 142        | 9          |                 | 16              | 2               |                    | 19                 | 0                  |             | 0           | 0           | 177    | 11     |

### Cronologia presenze e reti in nazionale
| Cronologia completa delle presenze e delle reti in nazionale ― Montenegro | Cronologia completa delle presenze e delle reti in nazionale ― Montenegro | Cronologia completa delle presenze e delle reti in nazionale ― Montenegro | Cronologia completa delle presenze e delle reti in nazionale ― Montenegro | Cronologia completa delle presenze e delle reti in nazionale ― Montenegro | Cronologia completa delle presenze e delle reti in nazionale ― Montenegro | Cronologia completa delle presenze e delle reti in nazionale ― Montenegro | Cronologia completa delle presenze e delle reti in nazionale ― Montenegro |
| Data                                                                      | Città                                                                     | In casa                                                                   | Risultato                                                                 | Ospiti                                                                    | Competizione                                                              | Reti                                                                      | Note                                                                      |
| ------------------------------------------------------------------------- | ------------------------------------------------------------------------- | ------------------------------------------------------------------------- | ------------------------------------------------------------------------- | ------------------------------------------------------------------------- | ------------------------------------------------------------------------- | ------------------------------------------------------------------------- | ------------------------------------------------------------------------- |
| 24-3-2022                                                                 | Erevan                                                                    | Armenia                                                                   | 1 – 0                                                                     | Montenegro                                                                | Amichevole                                                                | -                                                                         | 63’                                                                       |
| 28-3-2022                                                                 | Podgorica                                                                 | Montenegro                                                                | 1 – 0                                                                     | Grecia                                                                    | Amichevole                                                                | -                                                                         | 46’                                                                       |
| 17-11-2022                                                                | Podgorica                                                                 | Montenegro                                                                | 2 – 2                                                                     | Slovacchia                                                                | Amichevole                                                                | -                                                                         | 46’                                                                       |
| 20-11-2022                                                                | Lubiana                                                                   | Slovenia                                                                  | 1 – 0                                                                     | Montenegro                                                                | Amichevole                                                                | -                                                                         | 59’                                                                       |
| 6-9-2024                                                                  | Reykjavík                                                                 | Islanda                                                                   | 2 – 0                                                                     | Montenegro                                                                | UEFA Nations League 2024-2025 - 1º turno                                  | -                                                                         | 50’                                                                       |
| 9-9-2024                                                                  | Nikšić                                                                    | Montenegro                                                                | 1 – 2                                                                     | Galles                                                                    | UEFA Nations League 2024-2025 - 1º turno                                  | -                                                                         | 74’                                                                       |
| Totale                                                                    |                                                                           | Presenze                                                                  | 6                                                                         |                                                                           | Reti                                                                      | 0                                                                         |                                                                           |

## Palmarès

### Club

#### Competizioni nazionali
- Campionato montenegrino: 1

Sutjeska: 2021-2022